# Franklin Square
Franklin Square és una concentració de població designada pel cens dels Estats Units a l'estat de Nova York. Segons el cens del 2000 tenia 29.342 habitants.

## Demografia
Segons el cens del 2000, Franklin Square tenia 29.342 habitants, 10.187 habitatges, i 7.833 famílies. La densitat de població era de 3.920,1 habitants per km².
Dels 10.187 habitatges en un 31,4% hi vivien nens de menys de 18 anys, en un 62,9% hi vivien parelles casades, en un 10,4% dones solteres, i en un 23,1% no eren unitats familiars. En el 19,9% dels habitatges hi vivien persones soles l'11,3% de les quals corresponia a persones de 65 anys o més que vivien soles. El nombre mitjà de persones vivint en cada habitatge era de 2,87 i el nombre mitjà de persones que vivien en cada família era de 3,3.
Per edats la població es repartia de la següent manera: un 22% tenia menys de 18 anys, un 7,1% entre 18 i 24, un 29,6% entre 25 i 44, un 22,7% de 45 a 60 i un 18,6% 65 anys o més.
L'edat mediana era de 39 anys. Per cada 100 dones de 18 o més anys hi havia 86,3 homes.
La renda mediana per habitatge era de 60.998 $ i la renda mediana per família de 69.420 $. Els homes tenien una renda mediana de 50.805 $ mentre que les dones 35.207 $. La renda per capita de la població era de 24.149 $. Entorn del 3,7% de les famílies i el 5% de la població estaven per davall del llindar de pobresa.